# Zaviralec nevraminidaze
Zaviralci nevraminidaze so protivirusne učinkovine, ki zavirajo encim nevraminidazo (imenovan tudi sialidaza), ki hidrolitično odcepi N-acetilnevraminsko kislino iz oligosaharidov v glikoproteinih, glikolipidih in peptidoglikanu, zaradi česar virus ne more zapustiti okužene celice in se širiti. V to skupino uvrščamo na primer oseltamivir in zanamivir. Učinkoviti so proti influenci A in B.

## Zgodovina
Prve zaviralce virusne nevraminidaze so odkrili z naključnim rešetanjem različnih molekul, zato so le-ti imeli nizko učinkovitost, slabo selektivnost in/ali pomanjkanje in vivo aktivnosti. Uspešen pristop pri razvoju učinkovitih zdravil iz te skupine je bilo racionalno načrtovanje spojin, ki so po svoji strukturi primerne za vezavo v aktivno mesto encima. Prvi učinkovini za klinično uporabo, oseltamivir in zanamivir, sta prišli na tržišče leta 1999.

## Uporaba in učinkovitost
Zanamivir in oseltamivir sta učinkovita in vitro in in vivo zaviralca nevraminidaze virusa influence tipa A in B, ki se uporabljata za zdravljenje in preprečevanje gripe. Zanamivir ima neustrezno biološko uporabnost po peroralni aplikaciji, zato se uporablja lokalno v obliki inhalacij. Oseltamivir pa je predzdravilo, ki se po absorpciji v prebavilih pretvori v GS 4071 in je uporaben peroralno. Pri zdravljenju gripe zanamivir (10 mg 2-krat dnevno) in oseltamivir (75 mg 2-krat dnevno) skrajšata trajanje simptomov gripe, kot so bolečine v mišicah (mialgija), povišana temperatura in glavobol za 0,7–1,5 dni.
Zanamivir je namenjen zdravljenju influence pri osebah, starejših od 7 let, oseltamivir pa zdravljenju oseb od 1. leta starosti in preventivni uporabi pri osebah, starejših od 13 let.

## Neželeni učinki
Na splošno bolniki zanamivir dobro prenašajo. Pojavijo se lahko neželeni učinki, kot so blažji prehodni simptomi zgornjih dihal in prebavil, vendar študije kažejo podobno pojavnost teh simptomov tudi v skupini s placebom. Pri nekaterih bolnikih se lahko pojavijo kašelj, bronhospazem in reverzibilno zmanjšanje dihalne funkcije. Oseltamivir povzroča malo neželenih učinkov tako pri zdravljenju kot pri uporabi za preprečevanja okužbe. Najpogostejši neželeni učinki so slabost, bruhanje in bolečina v trebuhu in se pojavijo pri okoli 5 do 10 % bolnikov. V raziskavah po utrženju so pri oseltamivirju ugotovili tveganje za pojav motenj v obnašanju. Proizvajalec Roche je poročal o primerih, ko so si nekateri bolniki z gripo, zlasti otroci, ki so prejemali oseltamivir, zadajali rane in celo zapadali v nekakšen delirij.